# Se son rose fioriranno, se son spine pungeranno
(proverbio popolare)
È un proverbio italiano popolare, spesso citato solo nella prima parte Se son rose fioriranno si cita in buon auspicio per il proseguimento di un lavoro o progetto a buon esito condizionato dalla fortuna o imprevisti, o comunque da logiche ed eventi che al momento non è possibile prevedere o controllare.